# 九州学生陸上競技対校選手権大会
九州学生陸上競技対校選手権大会（きゅうしゅうがくせいりくじょうきょうぎたいこうせんしゅけんたいかい）は、九州学生陸上競技連盟が主催する陸上競技大会である。九州陸上競技連盟に加盟する大学陸上競技部による対校選手権大会であり、種目ごとの個人成績とチームによる総合成績が競われる。開催時期は例年5月上旬。九州インカレや春イン（はるいん）と略されることもある。

## 大会成績
| 回 | 年度   | 開催日程          | 開催地                         | 男子優勝 | 女子優勝 | 男子トラック | 女子トラック | 男子フィールド | 女子フィールド | 男子混成     | 女子混成     |
| -- | ------ | ----------------- | ------------------------------ | -------- | -------- | ------------ | ------------ | -------------- | -------------- | ------------ | ------------ |
| 83 | 2013年 | 5月10日 - 5月12日 | 沖縄県総合運動公園陸上競技場   | 福岡大学 | 福岡大学 | 福岡大学     | 福岡大学     | 九州共立大学   | 九州共立大学   |              |              |
| 84 | 2014年 | 5月16日 - 5月18日 | 博多の森陸上競技場             | 福岡大学 | 福岡大学 | 福岡大学     | 福岡大学     | 九州共立大学   | 九州共立大学   |              |              |
| 85 | 2015年 | 5月15日 - 5月17日 | 鴨池陸上競技場                 | 福岡大学 | 福岡大学 | 福岡大学     | 福岡大学     | 九州共立大学   | 九州共立大学   |              |              |
| 86 | 2016年 | 5月20日 - 5月22日 | 博多の森陸上競技場             | 福岡大学 | 福岡大学 | 福岡大学     | 福岡大学     | 九州共立大学   | 九州共立大学   | 鹿屋体育大学 | 九州共立大学 |
| 87 | 2017年 | 5月12日 - 5月14日 | トランスコスモススタジアム長崎 | 福岡大学 | 福岡大学 | 福岡大学     | 福岡大学     | 九州共立大学   | 九州共立大学   | 九州共立大学 | 九州共立大学 |
| 88 | 2018年 | 5月18日 - 5月20日 | 博多の森陸上競技場             | 福岡大学 | 福岡大学 | 福岡大学     | 福岡大学     | 九州共立大学   | 九州共立大学   | 九州共立大学 | 九州共立大学 |